# Turbinicarpus beguinii
Turbinicarpus beguinii là một loài thực vật có hoa trong họ Cactaceae. Loài này được (N.P. Taylor) Mosco & Zanovello miêu tả khoa học đầu tiên năm 1997.

## Hình ảnh

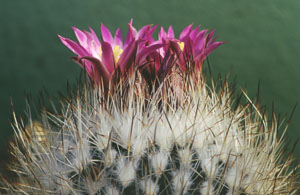
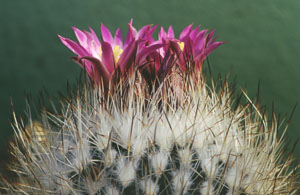
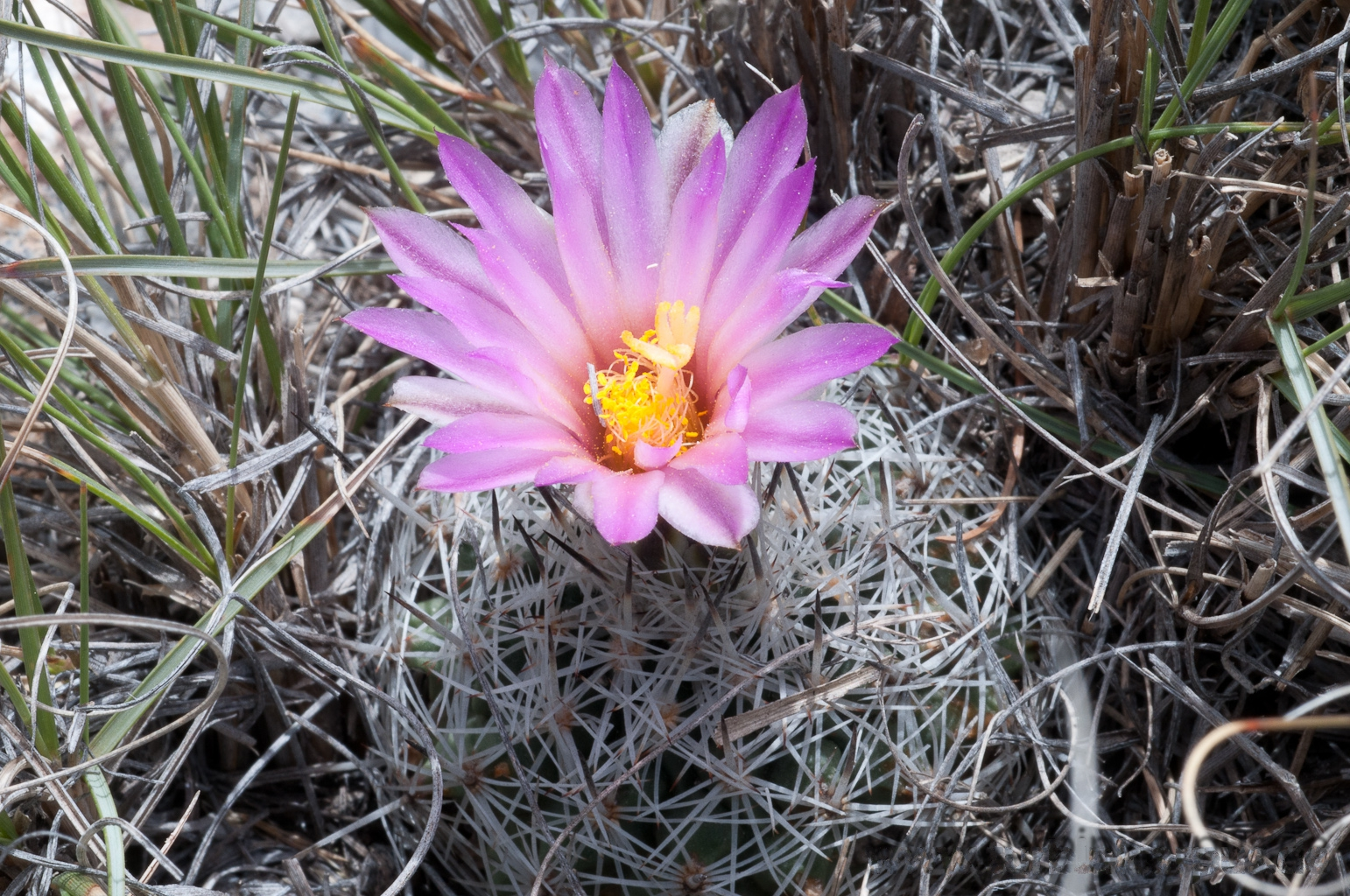